# Quesadilla

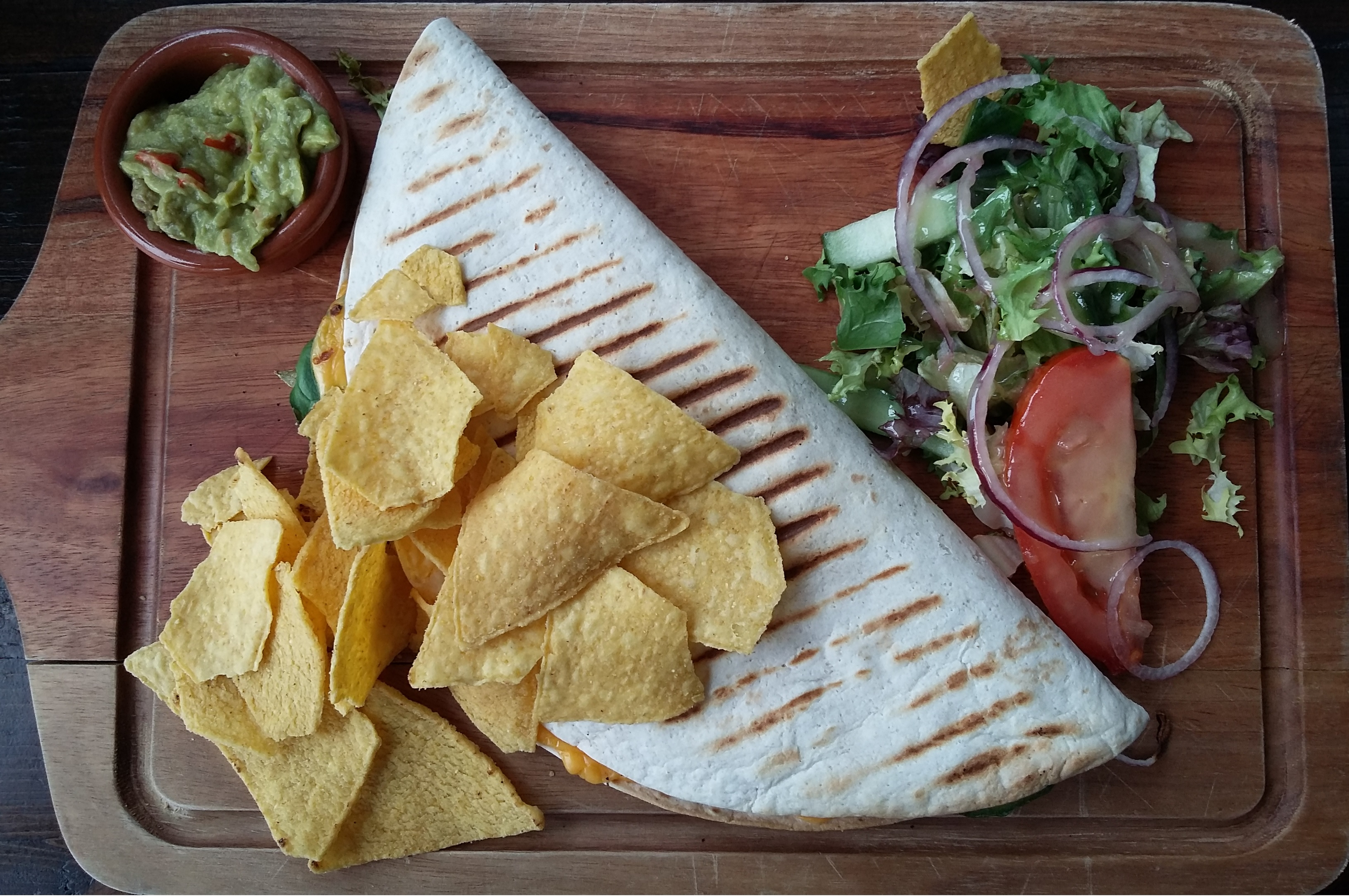
Quesadilla met tortillachips en guacamole.

Quesadilla's zijn voor de Mexicaanse keuken en de tex-mexkeuken wat tosti's zijn voor de Nederlandse. Letterlijk betekent het woord 'kaasdingetje'. Ze worden gemaakt van maïs- of bloemtortilla's en zijn populair in combinatie met pittige salsa's, chilisaus of met guacamole. De vulling bevat in elk geval kaas, soms ook reepjes gare kip, chorizo, champignon of bijvoorbeeld ham.

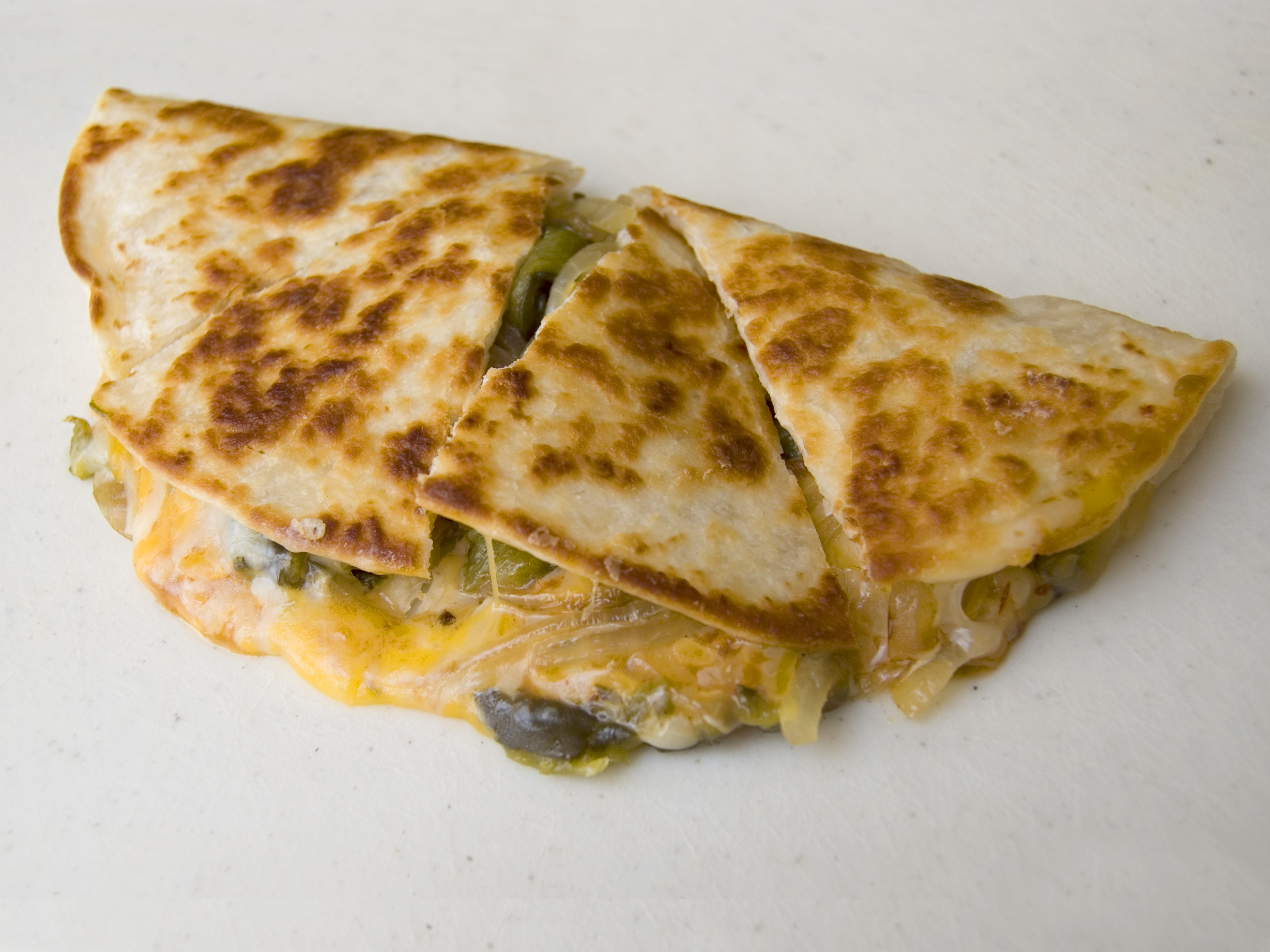
Opengesneden quesadilla

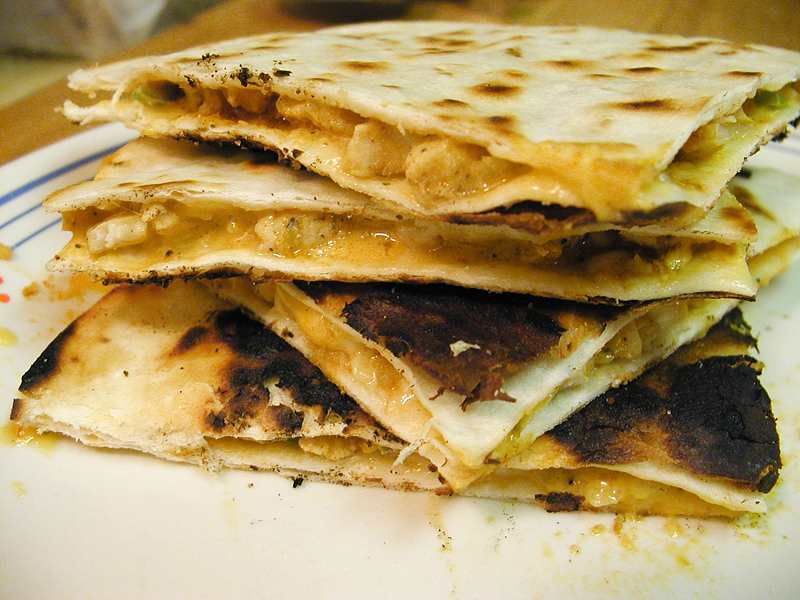
Een stapeltje quesadilla's